# Цзі Бовень
Цзі Бовень (22 лютого 2002 ) — китайський спортсмен-веслувальник на каное, олімпійський чемпіон 2024 року.

## Виступи на Олімпіадах
| Олімпіада  | Дисципліна                  | Місце |
| ---------- | --------------------------- | ----- |
| Париж 2024 | каное-одиночки, 1000 метрів | 15    |
| Париж 2024 | каное-двійки, 500 метрів    | 1     |

## Зовнішні посилання
- Цзі Бовень на сайті International Canoe Federation (англійська)